# Euoplocephalus
Az Euoplocephalus (jelentése 'jól páncélozott fej', az ógörög ευ- / eu- 'jól', οπλο- / oplo- 'páncélozott' és κεφαλη / kephalé 'fej' szavak összetételéből) az ankylosaurus dinoszauruszok egyik legnagyobb, kisebb elefánt méretű neme. Mivel ez a legjobb fosszilis rekorddal rendelkező ankylosaurus, tüskés páncélzatát, alacsonyan hordott testét és buzogányszerű farkát jól dokumentálták.

## Anatómia

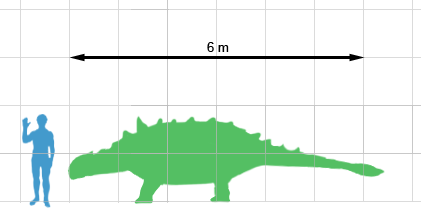
Az Euoplocephalus és az ember méretének összehasonlítása

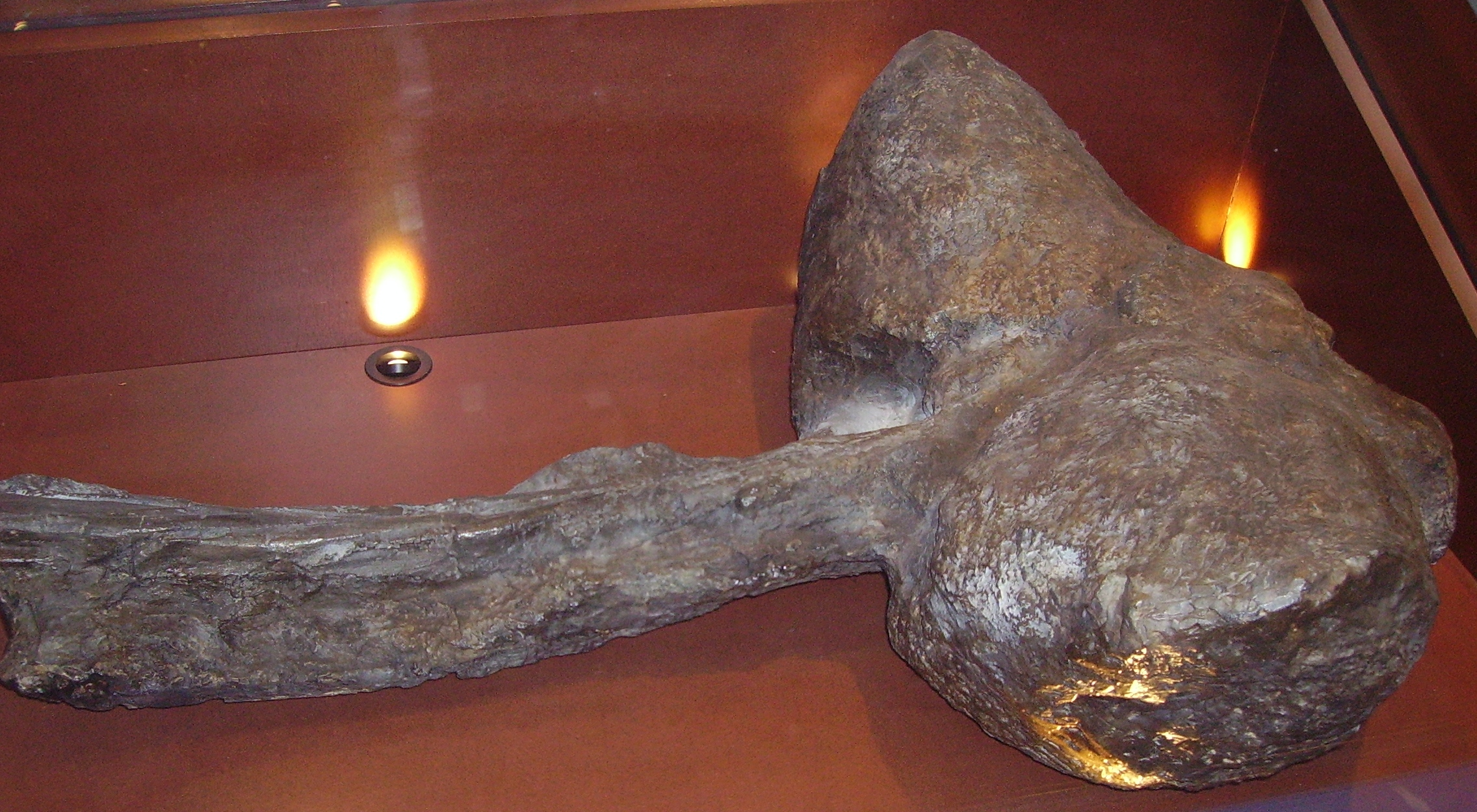
Az Euoplocephalus farokbuzogánya a Londoni Természettudományi Múzeumban

Az ankylosauridák között az Euoplocephalus méretét csak a Tarchia és az Ankylosaurus haladta meg. Az Euoplocephalus hossza körülbelül 5,5 méter, a tömege pedig körülbelül 2,5 tonna lehetett. A szélessége elérte a 2,4 métert.
Az Euoplocephalus koponyája több anatómiai részlet által is megkülönböztethető a többi ankylosauridáétól, ezek közé tartozik például a szemek előtti területen levő csont mintázata; a szemek feletti, feltehetően csontos szemhéjként szolgáló csontok formája; az orrüreg bejáratánál levő orrtornác mélysége; a felső állcsont fogsorának mediális hajlata; az aránylag kisméretű, zománcperem nélküli és különféle hornyokkal ellátott fogak. A koponya felülnézetből egy lekerekített egyenlő szárú háromszögre emlékeztet, és kissé szélesebb, mint amilyen hosszú. A legtöbb madármedencéjű dinoszauruszra jellemzően a nyak rövid, a lapocka súlyos és robusztus, a mellső lábak rövidebbek, mint a hátsók. A farok hosszú és egy csontos buzogányban végződik. Az Euoplocephalust, a szinonimáit (a Scolosaurust) és elvetett szinonimáit (a Dyoplosaurust) a régi rekonstrukciók gyakran ábrázolják egy olyan buzogánnyal, amiből két nagy függőleges tüske áll ki. Ez a hiba a Nopcsa Ferenc által készített rekonstrukción alapul; az általa használt példány farka hiányos volt, épp annál a kúpos tüskepárnál végződött, amiről később kiderült, hogy a farok közepénél található. A rekonstruált farok épp a tüskék után végződött. Egyes művészek kombinálták a tüskéket a farokbuzogánnyal, összekeverve a két pontatlanságot. A farok távoli feléhez elcsontosodott inak tartoztak.
Az Euoplocephalus gerince hét nyak, 13 hát, három keresztcsonti és legalább 21 farokcsigolyából állt; a farokcsigolyák száma azért bizonytalan, mert a buzogány kialakulásakor több is összeforrt. A csigolyák összeforrása más ankylosauridáknál is megfigyelhető; lehetséges, hogy az összeforrás mértéke az életkorhoz kapcsolódott. Ahogy más ankylosaurusok esetében is, az utolsó négy hátcsigolya és az első farokcsigolya összeforrt a keresztcsonttal, egy megerősített synsacrumot hozva létre.
Az Euoplocephalus fejét és testét csontos páncélzat borította, kivéve a lábakat és feltehetően a farok végét. A páncélzat nagy részét kisebb elemek alkották. Ezek között nagyobb lapos bőrcsontok (scutumok), kúpos és kör alakú lemezek rendeződtek el átlós sávokban. Két sáv takarta a hasi és az oldalsó nyaki felületeket, további négy a törzs elülső részét, három a csípőt, négy pedig a farok elülső felét védte. Az elképzelés szerint a sávos elrendezés némi mozgásszabadságot tett lehetővé. A test egyes részein különféle nagy bőrcsontok helyezkedtek el. Például a nyakpáncélzathoz nagy tarajos lemezek tartoztak, a váll területén a test középvonalánál magas lemezek, a keresztcsont felett korong alakú bőrcsontok, a farok utolsó sávjában pedig magas, kúpos bőrcsontok voltak. A lábak páncélzata alig ismert. A karok felső részét nagy tarajjal ellátott lemezek védték. Emellett az Euoplocephalus fejének hátsó részéből két piramis alakú szarv állt ki.

## Osztályozás és leletanyag

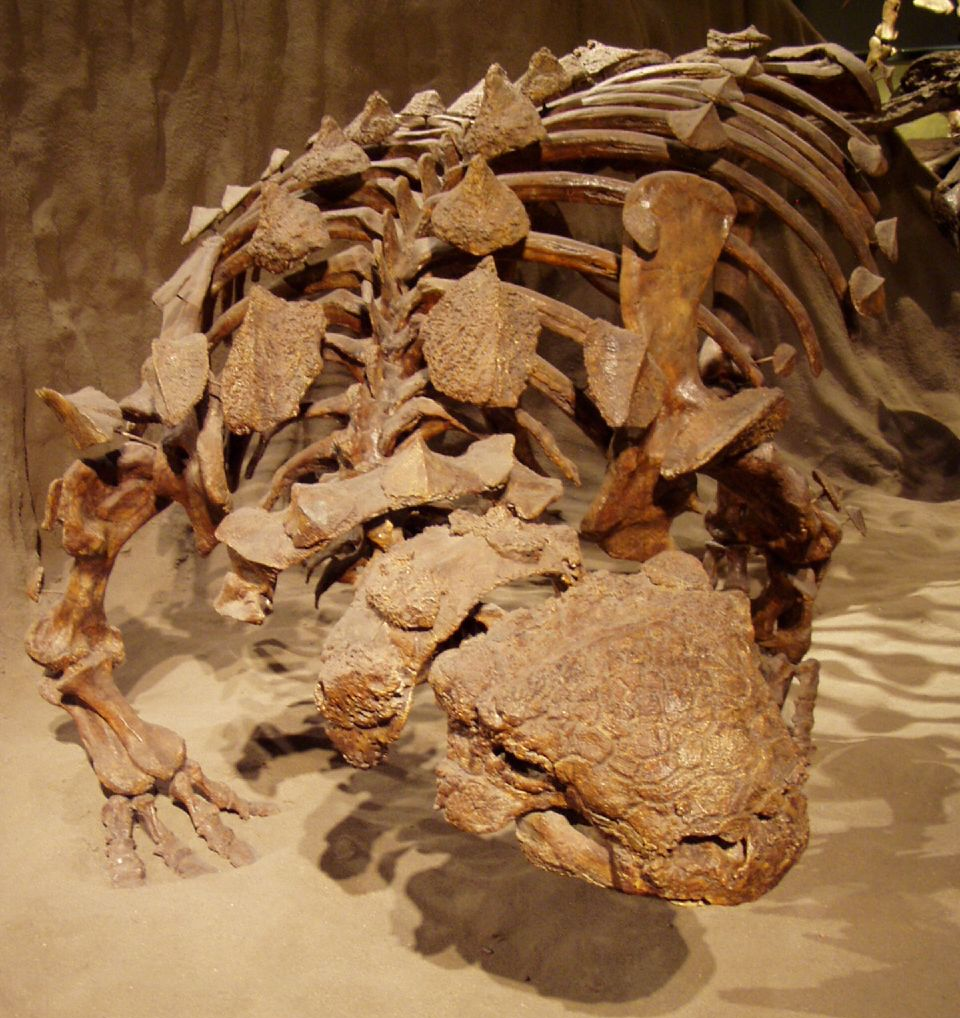
Az Euoplocephalus tutuscsontváza

Az első példányt (a holotípust) 1902-ben Lawrence Morris Lambe őslénykutató fedezte fel, és a leletnek a Stereocephalus nevet szánta. A név azonban már foglalt volt (egy rovarhoz tartozott), ezért 1910-ben lecserélte Euoplocephalusra. A névnek több mint egy tucatnyi hibás változata jelent meg a szakirodalomban. Egy alkalommal úgy vélték, hogy a nem megegyezik az Ankylosaurusszal.
A kanadai Albertában és az egyesült államokbeli Montanában több mint 40 példány fosszíliáit találták meg, ami az Euoplocephalust a legjobban ismert ankylosauridává tette. 15 koponya, fogak és néhány majdnem teljes csontváz került elő, melyekhez még páncélelemek kapcsolódtak. E maradványok között a leggyakoribbak a páncélzat különálló lemezei.
1971-ben Walter P. Coombs megjelentetett egy, az észak-amerikai ankylosaurusokról szóló jelentős áttekintést. Kijelentette, hogy az Euoplocephalushoz hasonló számos példány (melyek közül sokat saját nembe és fajba soroltak be) koponyája annyira eltérő, hogy vagy minden ismert példányt új fajba kell besorolni, vagy minden példány egyetlen faj (az E. tutus) egyedileg eltérő példánya. Abból a feltételezésből kiindulva, hogy csak egyetlen ankylosaurus faj élt a késő kréta kor campaniai korszakában, Coombs szinonimává tette az Anodontosaurust, a Dyoplosaurust és a Scolosaurust valamint az Euoplocephalust, illetve az E. tutust, miáltal e faj létezése majdnem tíz millió évre, avagy a teljes campaniai korszakra kiterjedt. Ez a szinonímia több évtizeden át fennmaradt, míg végül az Albertai Egyetem tudósai elkezdték a fosszíliák felülvizsgálatát. Egy újabb tanulmány szerint a Dyoplosaurus érvényes taxon, és az Euoplocephalusétól eltérő egyedi jellemzői, például a háromszögletű karmok révén azonosítható.

## Ősbiológia

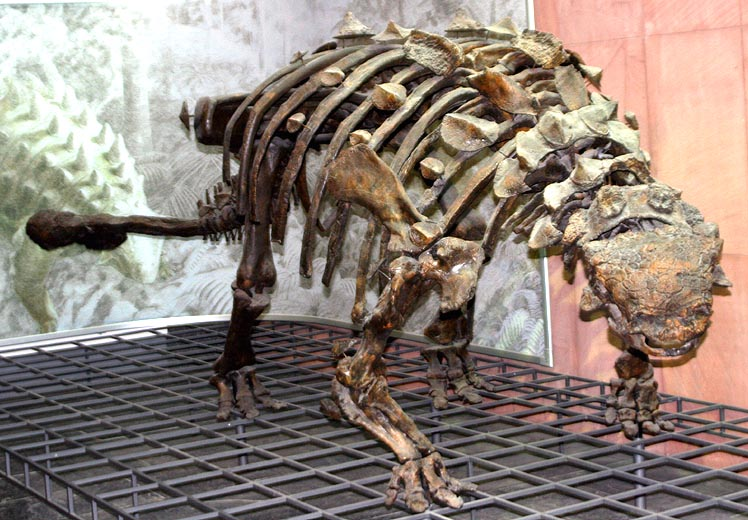
Az Euoplocephalus tutus csontváza a Senckenberg Naturmuseumban

Az Euoplocephalus a mostani értelmezés szerint sokkal tovább létezett, és több egyedi fauna tagja volt, mint kortársai (bár lehetséges, hogy a jelenleg Euoplocephalushoz kapcsolt fosszíliák több különféle nemhez tartoznak). Az Euoplocephalus fosszíliáit a Dinosaur Park- és Horseshoe Canyon-formációkban a kanadai Albertában. valamint a Judith River-formációban az egyesült államokbeli Montanában találták meg. A fosszíliái 76,5–67 millió évvel ezelőttről, a campaniai–maastrichti korszakból, a késő kréta korból származnak.

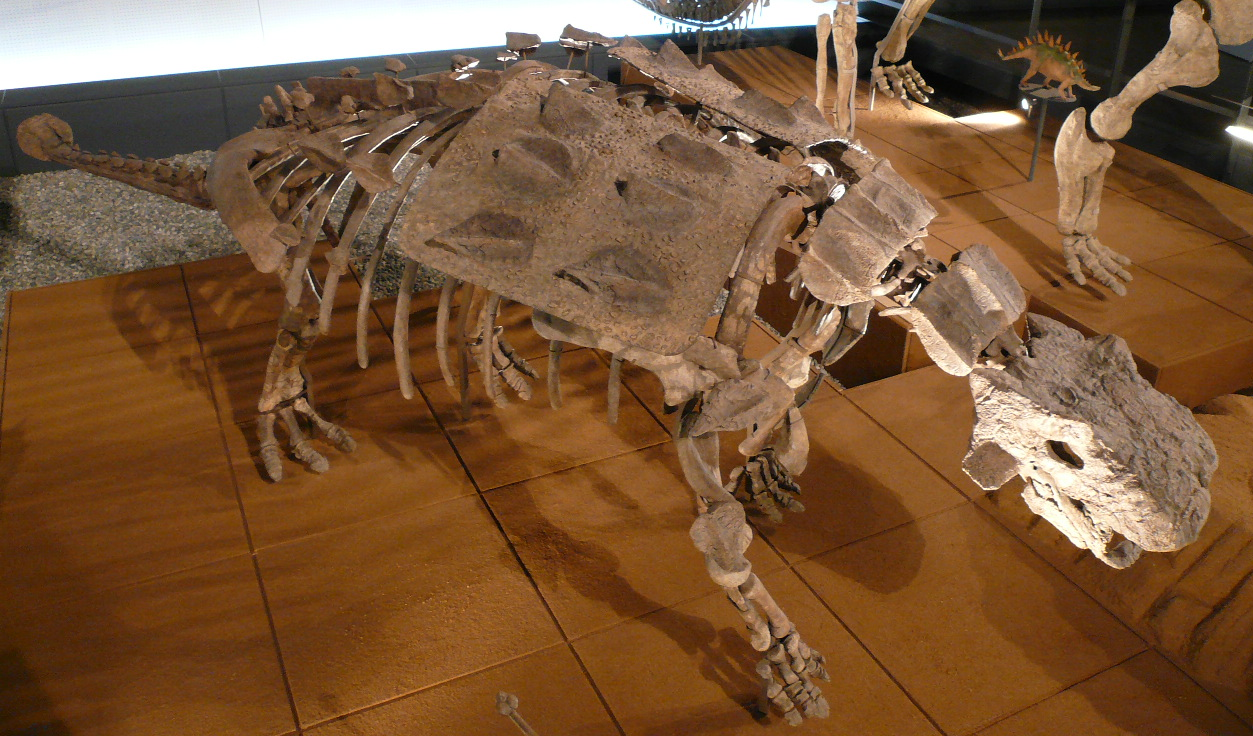
Euoplocephalus fosszília a Fukui Prefektúra Dinoszaurusz Múzeumában (Fukui Prefectural Dinosaur Museum)

Az ankylosauridák farokbuzogányát gyakran fegyverként értelmezik. Az elcsontosodott inak jelenléte az Euoplocephalus farkának távoli felén támogathatja ezt az elméletet. Mivel az inak csak a farok távoli felét merevítették, az elülső fele oldalirányban szabadon mozoghatott. Az elcsontosodott inak közvetíthették a lendítő erőt a buzogányhoz, és megerősíthették az azt tartó csigolyát. A buzogányt az állat valószínűleg a talaj közelében tartotta. Egy 2009-es vizsgálat megállapította, hogy a nagy ankylosaurus buzogányok elegendő erőt hozhattak létre ahhoz, hogy a becsapódáskor csontot törjenek, az átlagos és kisebb méretűek azonban nem. Azt is kijelentették, hogy a farkat lengető viselkedés valószínű az ankylosauridáknál, bár nincs információ arról, hogy a farkat használták-e fajok közötti védelemre, illetve a fajtársakkal való harcok során.
Lehetséges, hogy az Euoplocephalus a modern orrszarvúfélékhez és vízilófélékhez hasonlóan képes volt a futásra is. A felkarcsont és a váll ízületének formája, valamint a felkart kinyújtó izmok elrendeződése alapján a felső kar a testhez képest kissé lefelé dőlve helyezkedett el.
Az Euoplocephalus páncélzata feltehetően keratinból állt, vagy a bőrön helyezkedhetett el, ahogy a modern krokodilok esetében. A test védelme mellett a véredényekkel jól ellátott páncélzat a hőszabályzásban is szerepet játszhatott.

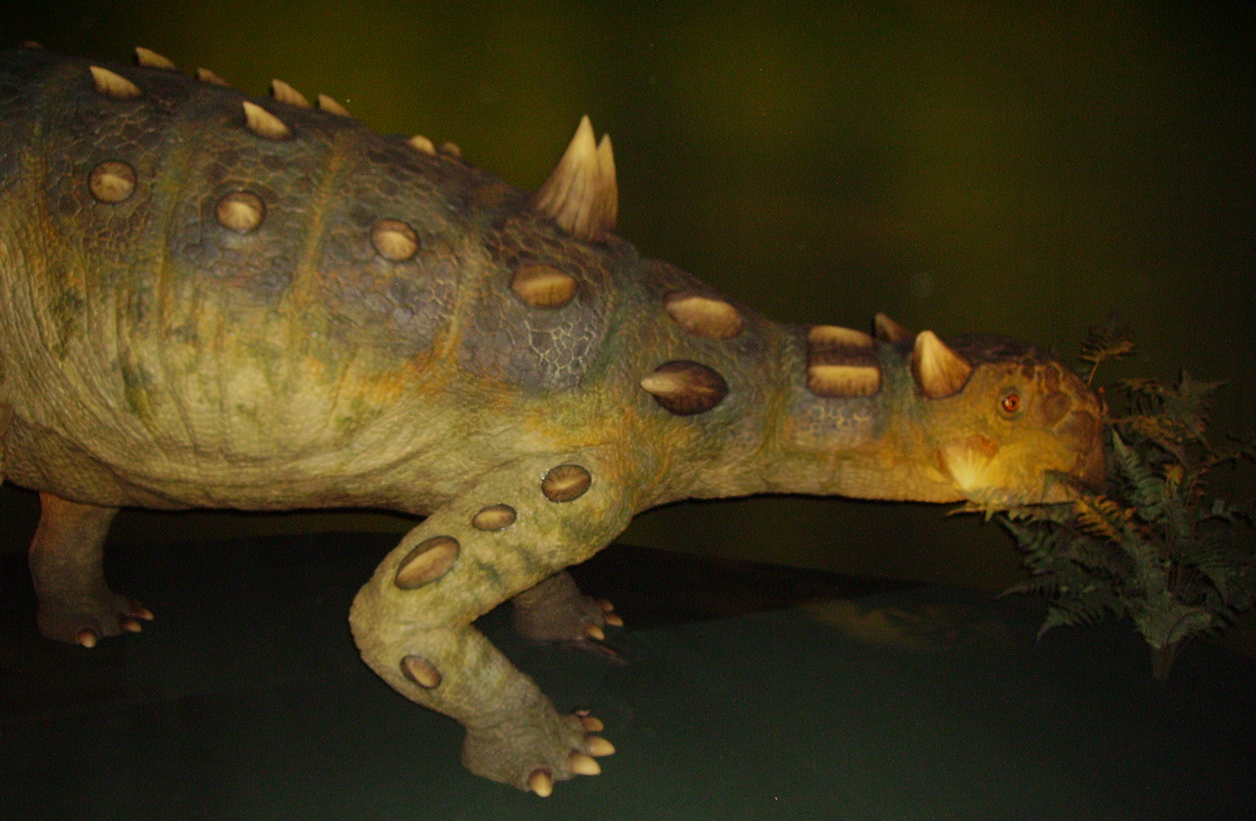
Táplálkozó Euoplocephalus - Animatronikus modell a Londoni Természettudományi Múzeum Dino Jaws (Dinó állkapcsok) című kiállításán

A szemek feletti szemhéj csontok a szemek számára további védelmet nyújthattak. Ezek a csontok a szemhéj izmok között helyezkedtek el, és valószínűleg eléggé mozgathatók voltak ahhoz, hogy a szemek elé kerülhessenek. Az Euoplocephalus szemei aránylag kicsik voltak, de ez nem jelenti szükségképpen azt, hogy a látása korlátozott volt, bár úgy tűnik, hogy az állat szaglása a látásánál jóval fejlettebb lehetett. Az összetett légzőjáratok alapján az Euoplocephalusnak jó szaglása volt, noha az endocranium öntvények nem mutatnak megnagyobbodott szagló területet. A mongóliai ankylosauridákkal foglalkozó Teresa Maryańska a specializálódott orrkagylók elrendeződése alapján kijelentette, hogy a légzőjáratok főként az emlősökéhez hasonlóan a belélegzett levegő kezelésében játszottak szerepet, az Euoplocephalus pedig hasonló orrcsontokkal rendelkezett.
Az Eoplocephalust a többi ankylosaurushoz hasonlóan növényevőnek tartják. Széles pofája azt jelzi, hogy a vízilovakhoz hasonlóan nem válogatta meg a táplálékát. Ez alapján más ökológiai fülkét töltött be, mint a szűkebb pofájú kortárs nodosauridák. Az ankylosaurusokról sokáig azt gondolták, hogy az állkapcsuk le-fel mozgásával táplálkoztak, de úgy tűnik, hogy az Euoplocephalus jóval összetettebb mozgásra is képes volt. A fogak kopása és az állkapocs ízületek (az alsó állcsontnál és az alsó állcsont négyszögcsont ízületénél) arra utalnak, hogy az alsó állcsont a rágásnál hátra mozdult, és kissé befelé fordult. Ez a mozdulat darabolhatta fel az élelmet.

## Fordítás
Ez a szócikk részben vagy egészben az Euoplocephalus című angol Wikipédia-szócikk ezen változatának fordításán alapul.  Az eredeti cikk szerkesztőit annak laptörténete sorolja fel. Ez a jelzés csupán a megfogalmazás eredetét és a szerzői jogokat jelzi, nem szolgál a cikkben szereplő információk forrásmegjelöléseként.